# Covas do Barroso
Covas do Barroso es una freguesia portuguesa del concelho de Boticas, con 29,67 km² de superficie y 348 habitantes (2001). Su densidad de población es de 11,7 hab/km².